# II wojna burska
Druga wojna burska – wojna toczona pomiędzy burskimi republikami Transwalu i Oranii a Imperium Brytyjskim w latach 1899–1902. Pomimo początkowych sukcesów Burów, zwycięstwo przypadło Brytyjczykom. Walki partyzanckie trwały jednak jeszcze przez dwa lata. Opór podtrzymywało wsparcie w uzbrojeniu z pobliskiej Niemieckiej Afryki Południowo-Zachodniej i nadzieja na obiecaną interwencję Cesarstwa Niemieckiego. W czasie wojny Burowie organizowali samodzielne oddziały komandosów, stawiające skuteczny opór.
W celu stłumienia wojny partyzanckiej Brytyjczycy, wzorując się na pomyśle Valeriano Weylera zastosowanym na Kubie w 1896 r., zorganizowali obozy koncentracyjne, w których internowali cywilów z objętych walkami obszarów. Tworzyli także systemy blokhauzów, mających powstrzymać przemieszczanie się partyzantów. Te działania spotkały się z negatywnym odzewem prasy europejskiej i amerykańskiej. Ostateczne zwycięstwo odnieśli Brytyjczycy, inkorporując republiki jako kolonie. W 1910, razem z Kolonią Przylądkową i kolonią Natalu, stworzono z nich brytyjskie dominium znane jako Związek Południowej Afryki. Główne urzędy w tym państwie trafiły w ręce Burów, coraz częściej nazywanych Afrykanerami.

## Tło konfliktu
Burowie byli potomkami głównie holenderskich, ale także niemieckich, belgijskich i francuskich protestantów, którzy osiedlali się w Afryce Południowej, w XVII i XVIII wieku. W XIX wieku Burów zaczęli wypierać osadnicy angielscy. Między 1835 a 1841, ok. 14 tys. Burów – tak zwanych Voortrekkers – opuściło Kolonię Przylądkową, wyruszając w głąb Afryki, na północ i północny wschód, podbijając tamtejsze ludy (w tym Zulusów). Okres ten nazwano Wielkim Trekiem. Na północ i wschód od rzeki Oranje utworzyli trzy republiki burskie: Natal, Orania i Transwal. Natal wpadł w ręce brytyjskie już w latach 40 wieku XIX. W 1880 r. Brytyjczycy próbowali zawładnąć także Oranią i Transwalem. Burowie przeciwstawili się zbrojnie i pierwszą wojnę wygrali. W układzie pokojowym z 23 marca 1881 Wielka Brytania, reprezentowana przez gubernatora Williama Gladstone’a, uznała niepodległość Transwalu, przejmując jednak politykę zagraniczną. W 1877 Anglicy anektowali Transwal, co doprowadziło do zbrojnego powstania w 1880 i odzyskania niepodległości w 1884.
W 1886 w Transwalu i Oranii odkryto bogate pokłady złota i diamentów. Wydarzenie to uratowało Transwal przed bankructwem. Piet Joubert, powiedział jednak „...nie cieszyć się, a płakać powinieneś, bo to złoto potoki krwi naszej wytoczy”, spodziewając się kłopotów, jakie to bogactwo ze sobą niosło. Gorączka złota, która nastała, ściągnęła tysiące osadników. Nazywano ich uitlanders, co można przetłumaczyć z afrikaans jako przybysze. Paulus Kruger, bojąc się ich wpływu na politykę i rozpoczęcia starań o przekształcenie państwa w brytyjską kolonię, wprowadził prawo, które przyznawało obywatelstwo dopiero po czternastu latach spędzonych w kraju. Do parlamentu (Volksraadu) nie mogli zostać wybrani dopiero przybyli, głównie z Wielkiej Brytanii i Niemiec, Europejczycy.

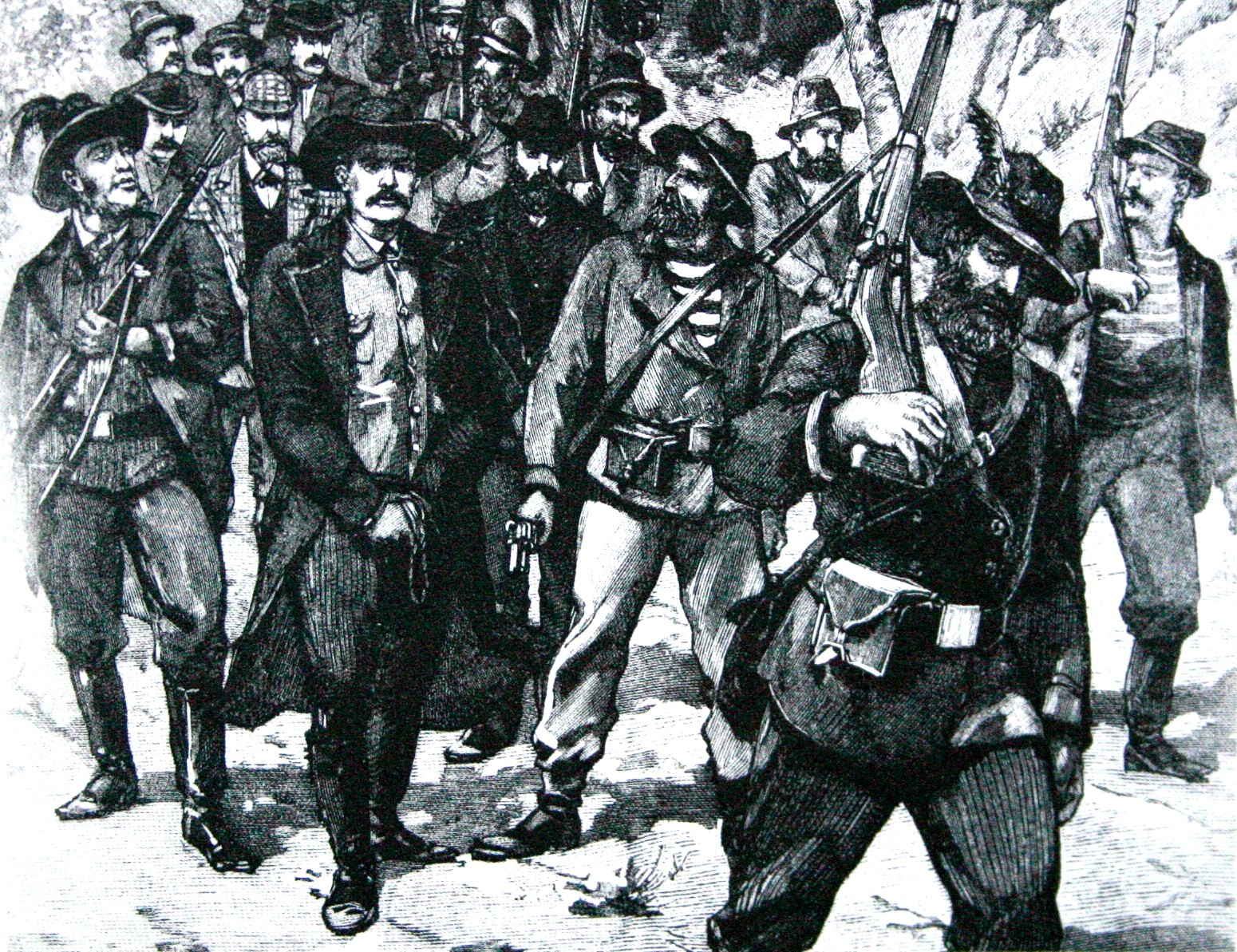
Aresztowanie uczestników rajdu przez Burów

### Rajd Jamesona
W celu zawładnięcia złotodajnymi terenami w 1895 Brytyjska Kompania Południowoafrykańska podjęła próbę ich podbicia. Wysłana przez nią ekspedycja wojskowa na terytorium Transwalu miała być może wspomóc ogólnokrajowe powstanie uitlanderów przeciwko Burom. Mimo pozorów prywatnego przedsięwzięcia władze brytyjskie najprawdopodobniej same zaplanowały ten atak. Dowodem może być to, że nowy minister ds. kolonii Joseph Chamberlain przekazał kompanii w 1895 pas ziemi w Beczuanie przy granicy z Transwalem. Także podporządkowanie kompanii tamtejszej policji, która wzięła udział w rajdzie, potwierdza tę hipotezę. 29 grudnia sześciuset ludzi wyruszyło w dwóch kolumnach z miast Pistana i Mafeking. Dowodził nimi Leander Jameson, administrator Rodezji. Rozpoczęto wieczorem w niedzielę w celu maksymalnego odroczenia wykrycia wojsk przez przeciwnika. Zamiarem wyprawy było nakłonienie niezdecydowanych uitlanderów do powstania. Kolumny połączyły się przed osadą Krugersdorp, gdzie miał dołączyć do nich oddział rebeliantów. W poniedziałkowe południe nadszedł oficjalny protest transwalskiego dowódcy wojskowego okręgu, a we wtorek depesza od brytyjskiego wysokiego komisarza sir Herculesa Robinsona, nakazująca wycofanie się. Jameson nie posłuchał i kontynuował marsz. W środę pod Krugersdorp doszło do pierwszej potyczki ze śledzącym „rajd” od poniedziałku oddziałem burskim. Oddział Jamesona po potyczce, z coraz gorszym morale, udał się na południowy wschód w kierunku Dornkopf. Rankiem 2 stycznia nieopodal tego miasta okazało się, że są otoczeni przez przeważające siły. Po krótkiej walce, o 9:15 ludzie Jamesona skapitulowali. Nie wiedząc o tym, Cesarstwo Niemieckie kazało złożyć notę swojemu ambasadorowi w Londynie, że nie pozwoli na zmianę granic Transwalu, jednak gdy dowiedziano się, że konflikt został zażegnany, wycofało ją. Tylko dzięki opieszałości brytyjskich urzędników, którzy nie zdążyli przeczytać noty, Niemcy zawdzięczali zachowanie stosunków dyplomatycznych z Anglikami. Smuts powiedział o tym wydarzeniu: „...rajd Jamesona był faktyczną deklaracją wojny”. Odtąd, mimo pozornych czterech lat pokoju, obie strony szykowały się do wojny.

### Ostatnie lata pokoju

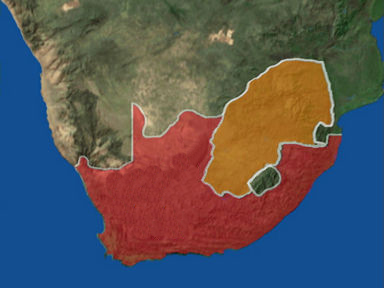
Kolonia Przylądkowa (kolor czerwony) i burskie republiki Transwalu i Oranii (żółty) w 1899 r.

W następnych latach trwał wyścig zbrojeń. Anglicy trwali w zamyśle siłowego zjednoczenia południowej Afryki pod swoim panowaniem. Jednak mimo deklaracji Wielka Brytania nie zdecydowała się na rozpoczęcie wojny, będąc uwikłaną w tłumienie buntów w imperium. W tym czasie Niemcy postanowili upewnić Wielką Brytanię, po czyjej są stronie, w tak zwanej depeszy Krugera. Wilhelm II gratulował w niej prezydentowi Transwalu, Krugerowi, tak szybkiego rozwiązania problemu rajdu Jamesona. Depesza ta spowodowała drastyczne pogorszenie stosunków brytyjsko-niemieckich, czego wyrazem były m.in. zakrojone na szeroką skalę zbrojenia niemieckiej floty. Brytyjczycy starali się załagodzić spór z cesarstwem poprzez podpisanie w 1898 r. konwencji o potencjalnym podziale portugalskich kolonii w Afryce, korzystnym dla Niemiec. W zamian za to Niemcy mieli się nie mieszać w spór z Transwalem. Sojusz wojskowy Oranii i Transwalu zawarty w 1897 r. i zakupy broni przez Burów w Niemczech i we Francji potwierdziły, że także oni szykują się do wojny. W 1899 Brytyjczycy zaczęli przerzucać oddziały do tego regionu z Kanady, Nowej Zelandii i Australii. W maju w Bloemfontein odbyło się bezowocne spotkanie, mające zażegnać konflikt między władzami Transwalu a Brytyjskiej Kolonii Przylądkowej. 9 października do władz brytyjskich wpłynęło ultimatum, w którym prezydent Transwalu Stephanus Johannes Paulus Kruger wyliczał warunki pokojowego rozstrzygnięcia konfliktu. Nota kończyła się podkreśleniem, że Burowie będą oczekiwać brytyjskiej odpowiedzi do godziny 17 11 października. Tego dnia przekazano Burom negatywną odpowiedź na stawiane przez nich żądania. II wojna burska oficjalnie się rozpoczęła.

## Przebieg wojny
Burowie, wobec odrzucenia propozycji rozwiązania konfliktu pokojowo, 11 października 1899 rozpoczęli działania wojenne. Pierwsze tygodnie upłynęły na ofensywie Burów. Ich wojska miały wtedy przewagę liczebną wynoszącą czterdzieści do piętnastu tysięcy. Burom udało się zepchnąć przeciwnika do Ladysmith. W tym czasie inne oddziały Oranii lub Transwalu dotarły w pobliże stolicy Natalii Pieter-Maritzburga, nie podejmując jednak oblężenia. Także Kimberley i Mafeking na pograniczu republik burskich i brytyjskich posiadłości były oblegane. Jan Smuts zdawał bowiem sobie sprawę, że jedynie zaskoczenie Anglików, odebranie im inicjatywy, zadanie z miejsca poważnych klęsk i zajęcie kluczowych punktów strategicznych zmusi ich do przyjęcia rozmów pokojowych mogących doprowadzić do kompromisu. Jednak pomimo planów przedstawionych przez niego, na żadnym z fragmentów frontu nie doszło do zmasowanego ataku na pozycje brytyjskie. Niewykorzystanie atutów, jakimi były bliskość własnego zaplecza, szybkość przemieszczania się i znajomość terenu, spowodowało, że Burowie powoli zaczęli tracić inicjatywę. Stosunek sił zaczął się stopniowo zmieniać na niekorzyść Afrykanerów w wyniku transportów wojsk brytyjskich w rejon konfliktu. W początkowym okresie wojny (do lutego 1900) Burowie odnosili sukcesy, kilkakrotnie bijąc liczniejsze wojska brytyjskie, m.in. pod Colenso, Magersfontein i Stormbergiem. W grudniu 1899 r. do Afryki przybył nowy naczelny wódz brytyjski – lord Frederick Roberts i pogromca mahdystów sudańskich lord Kitchener, stojący na czele ponad-50-tysięcznej armii. Podjął on próbę osaczenia i pobicia znacznych sił burskich oblegających Kimberley. Gdyby miasto wpadło w ręce Burów, zyskaliby dogodną bazę wypadową w kierunku Kolonii Przylądkowej – serca brytyjskich posiadłości w Afryce Południowej.
Generał Redvers Buller, dowódca wojsk brytyjskich w Natalu, dążył do oswobodzenia oblężonego przez Burów garnizonu Ladysmith. Na jego drodze stały burskie siły gen. Louisa Bothy, utrzymujące front na rzece Tugela. Wprawdzie ludzie Bothy byli mniej liczni, posiadali jednak nowoczesne działa polowe i karabiny mausera; byli świetnie okopani, a ponadto – jako w większości wytrawni myśliwi – mieli przewagę strzelecką nad brytyjskimi żołnierzami z poboru. Pod koniec grudnia 1899 r. Buller przypuścił nieudany frontalny atak na pozycje burskie pod Colenso. Zwycięstwa przekonały głównodowodzących armiami Transwalu i Oranii – Jouberta i Bothę – o słuszności obranej taktyki.
Kilka tygodni później Buller otrzymał znaczne uzupełnienia oraz odpowiednią ilość środków transportowych niezbędnych do poruszania się w większej odległości od linii kolejowej, będącej jego główną drogą zaopatrzeniową. Po przegranej pod Colenso przekazał dowództwo nad głównymi siłami gen. Charlesowi Warrenowi (co nie przeszkodziło mu wtrącać się i komenderować podwładnymi Warrena). Siły Warrena liczyły 11 tysięcy piechoty, 2200 kawalerii i 36 dział polowych. Maszerowały na zachód, by przekroczyć Tugelę powyżej Colenso, ale każdy ich ruch był bacznie śledzony przez Burów, którzy zdołali wcześniej dotrzeć do brodu Potgieter’s Drift, obsadzić go i umocnić.
Zdając sobie z tego sprawę Warren zostawił u brodu brygadę piechoty pod dowództwem gen-mjr. Lytteltona, a sam pomaszerował dalej, do brodu Trichardt’s Drift, gdzie przekroczył Tugelę bez oporu. Jego konnica pod lordem Dundonaldem miała okazję przedrzeć się do Ladysmith, ale Warren wolał mieć ją przy sobie jako straż przyboczną. W zamian posłał część dywizji piechoty gen-por. Francisa Clery’ego przeciw prawemu skrzydłu Burów na płaskowyżu Tabanyama, którzy byli okopani na stokach wzniesienia i z łatwością odparli atak Clery’ego.
Zatrzymany zarówno na lewym skrzydle Burów (bród Potgieter’s Drift) jak i na prawym, Warren postanowił zająć wzniesienie Spion Kop w centrum frontu Bothy.

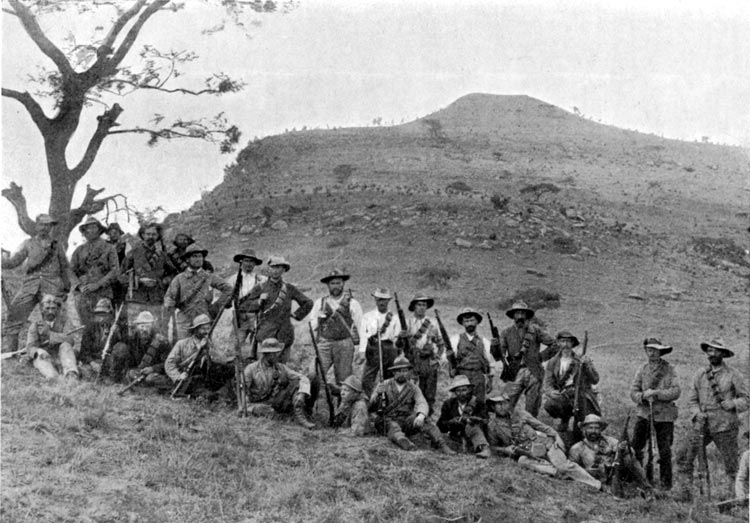
Burowie po bitwie na Spion Kop, 1900

### Bitwa o Spion Kop
Spion Kop, największe wzniesienie na tym obszarze – ponad 420 metrów – stanowiło główny bastion w linii obronnej Burów blokującej posuwanie się Brytyjczyków w kierunku odległego o 30 km Ladysmith, gdzie w okrążeniu znajdowało się około 13 tysięcy żołnierzy. Po jego zdobyciu artyleria brytyjska mogłaby panować nad całym rejonem. Spion Kop było więc postrzegane jako „klucz do Ladysmith”. W nocy na 23 stycznia Brytyjczycy wspinali się w ciemnościach i gęstej mgle. Udało im się zaskoczyć niewielką pikietę burską złożoną z około 15 ludzi. Niewielka grupa brytyjskich saperów przystąpiła do umacniania pozycji (podczas gdy blisko 1000 żołnierzy stało naokoło bezczynnie), a Woodgate zakomunikował Warrenowi, że odniósł sukces i szczyt wzgórza został opanowany. Gdy o świcie mgła się podniosła, Brytyjczycy ku swemu zdumieniu odkryli, że udało im się zająć jedynie niżej położoną część wzgórza i byli otoczeni przez Burów z trzech stron. Artyleria burska zaczęła bombardowanie pozycji brytyjskich z częstotliwością 10 pocisków na minutę. Jednocześnie komendant Henrik Prinsloo, dowódca liczącego 88 ludzi ugrupowania Carolina Commando, podjął próbę zajęcia wierzchołków Aloe Knoll i Conical Hill, a inny oddział, liczący około 300 Burów głównie z Pretoria Commando, wspinał się na Kop, chcąc przypuścić frontalny atak. Jednak brytyjskie karabiny Lee-Metforda i Lee-Enfielda okazały się na małą odległość nie gorsze od burskich mauzerów i frontalny atak został krwawo odparty. Na szczycie Kop nastąpił zastój. Wysoka temperatura, wyczerpanie walką i pragnienie powodowały upadek morale po obu stronach. Burscy strzelcy na szczycie widzieli w dolinach znaczną liczbę swoich towarzyszy, którzy odmówili udziału w bitwie. Poczucie osamotnienia i załamanie po krwawym szturmie spowodowało, że niezdyscyplinowani żołnierze tej cywilnej armii zaczęli porzucać z trudem zdobytą pozycję. Po drugiej stronie ostrzał artyleryjski wyrządził szkody. Zginął gen. Woodgate i trzech jego następców. Żołnierze z poszczególnych oddziałów byli przemieszani, przerażeni i przyszpileni do ziemi w płytkim okopie. Thorneycroft zastąpił rannego Croftona jako dowódca na wierzchołku Kop. Winston Churchill, dziennikarz stacjonujący wówczas w Afryce Południowej, a jednocześnie porucznik w pułku South African Light Horse, był łącznikiem gen. Bullera i udał się na Spion Kop. Po tej wyprawie donosił: „Wszędzie leżą ciała zabitych. Wiele z nich wygląda makabrycznie. Pociski wręcz porozrywały ludzi. Płytkie okopy wypełnione są zabitymi i rannymi.” Ludzie z pułku Lancashire Fusiliers mieli dość tej jatki i zamierzali się poddać. Thorneycroft przywołał część z nich do porządku. Śmiercionośny ostrzał nie ustawał, ale pozycja została utrzymana. W tym krytycznym momencie dwa bataliony wysłane przez Lytteltona zaatakowały i zdobyły Twin Peaks. Załamani ich utratą Burowie zeszli z Kop, gdy zapadły ciemności. Bitwa – o czym Thorneycroft nie wiedział – była wygrana dla Brytyjczyków. Po szesnastu godzinach na szczycie Thorneycroft, wobec niedostatku wody i amunicji, nakazał odwrót. Również Buller kazał Lytteltonowi odwołać swych ludzi z Twin Peaks. Rankiem burscy generałowie dostrzegli przez lornetki na szczycie Spion Kop dwóch burskich strzelców wymachujących triumfalnie kapeluszami. Jedynymi Brytyjczykami na szczycie Kop byli martwi i umierający. Brytyjczycy wycofali się na przeciwny brzeg rzeki Tugela, ale Burowie byli zbyt osłabieni, by pójść za ciosem i dobić przeciwnika. Bullerowi udało się ocalić swe oddziały; Ladysmith zostało odbite w okresie późniejszym.

### Bitwa pod Paardeberg
Sytuacja na froncie zmieniła się. Anglicy, mając pod rozkazami w tym rejonie sto tysięcy żołnierzy, 11 lutego 1900 r. zaczęli wielką ofensywę, której pierwszym celem było oswobodzenie Kimberley.
Czterotysięczną armią burską nieopodal tego miasta dowodził gen. Piet Arnoldus Cronje. Pod wpływem wcześniejszych zwycięstw Burów począł lekceważyć niebezpieczeństwo. Gdy jeden z jego podkomendnych gen. Christiaan Rudolph de Wet przestrzegał go przed starciem z liczniejszym przeciwnikiem, stwierdził nie bez złośliwości: „I ty także obawiasz się Anglików? Żadnej słabości! Pozabijaj mi jednych, a weź do niewoli resztę”. Jednak gdy 24 lutego 1900 r. kolumnie brytyjskiej gen. Frencha udało się przełamać burską blokadę i połączone siły garnizonu Kimberley i Frencha poczęły naciskać na Burów, Cronje został zmuszony do odwrotu. Burskie oddziały cofały się powoli ku stokom Paardebergu, tocząc po drodze uporczywe walki. Sytuacja stawała się coraz trudniejsza, gdyż ugrupowaniu groziło okrążenie. Wobec tego rząd Burów nakazał wszystkim operującym w tym rejonie oddziałom mającym swobodę działania, by połączyły się i ruszyły na odsiecz osaczanemu przez Anglików Cronjemu. Rozkazy wykonano i połączone siły generałów de Weta, Jacobsa, Bothy i Hertzoga ruszyły w kierunku Paardebergu.
Tymczasem oddziały Cronjego, naciskane z każdej strony przez wroga, zbudowały warowny obóz na prawym brzegu rzeki Moder niedaleko Kimberley. Pozycja została źle wybrana. Zewsząd otaczały ją wzniesienia, z których Brytyjczycy mogli razić Burów ogniem artylerii. Obóz otoczyło 20 tys. angielskich żołnierzy. Kitchener i jego generałowie przeliczyli się, sądząc, że sprawa zostanie załatwiona w ciągu kilku godzin niewielkim nakładem sił.
Następnego dnia (25 lutego) połączone oddziały de Weta i Bothy dotarły do celu. De Wet posłał swych strzelców do uderzenia przez Singfontein oraz sąsiednie wzgórza, ale atak załamał się. Z domów osady i wzgórz obsadzonych przez Anglików bił celny ogień dział i karabinów. Burowie jednak nie zrezygnowali, uderzając ponownie. W ręce Burów wpadło 60 jeńców. De Wet podciągnął na pierwszą linię swe dwa działa, by utorowały drogę ku osaczonemu Cronje. Wkrótce jednak zaczęło brakować amunicji, a nacisk nieprzyjaciela wzmagał się. Do pełnego sukcesu potrzebne było aktywne współdziałanie oblężonych. Tylko atak prowadzony z dwóch stron mógł się powieść. Tymczasem Cronje nie ruszał się. Dla de Weta stało się jasne, że nie chce on opuścić swego obozu, choć stojący między siłami burskimi Anglicy cofnęli się.
Brytyjczycy zaniepokojeni atakami odsieczy rzucili przeciw niej nowe oddziały wsparte przez trzy baterie artylerii. Burowie zagrożeni okrążeniem wycofali się. W międzyczasie nadeszły nowe oddziały burskie, co pozwoliło 26 lutego przeprowadzić kolejny atak, który skończył się niepowodzeniem, do niewoli dostało się 100 Burów.
Cronje nadal trwał w biernej obronie. De Wet i inni dowódcy nie wiedzieli, co mają robić. Postanowili wysłać do obozu Cronje jednego z oficerów i poznać jego stanowisko. Oczekiwali, że generał porzuci obóz i na czele swych ludzi przebije się do oczekujących go oddziałów, które nocnym atakiem związałby siły angielskie. Cronje odpowiedział, że taborów nie opuści i za kilka godzin zamierza się poddać. 27 lutego o godz. 10 rano Cronje skapitulował. Zdaniem rosyjskiego historyka Skopina podjął tę decyzję, gdzyż jego ludzie nie chcieli porzucić furgonów z dobytkiem.

### Walki partyzanckie

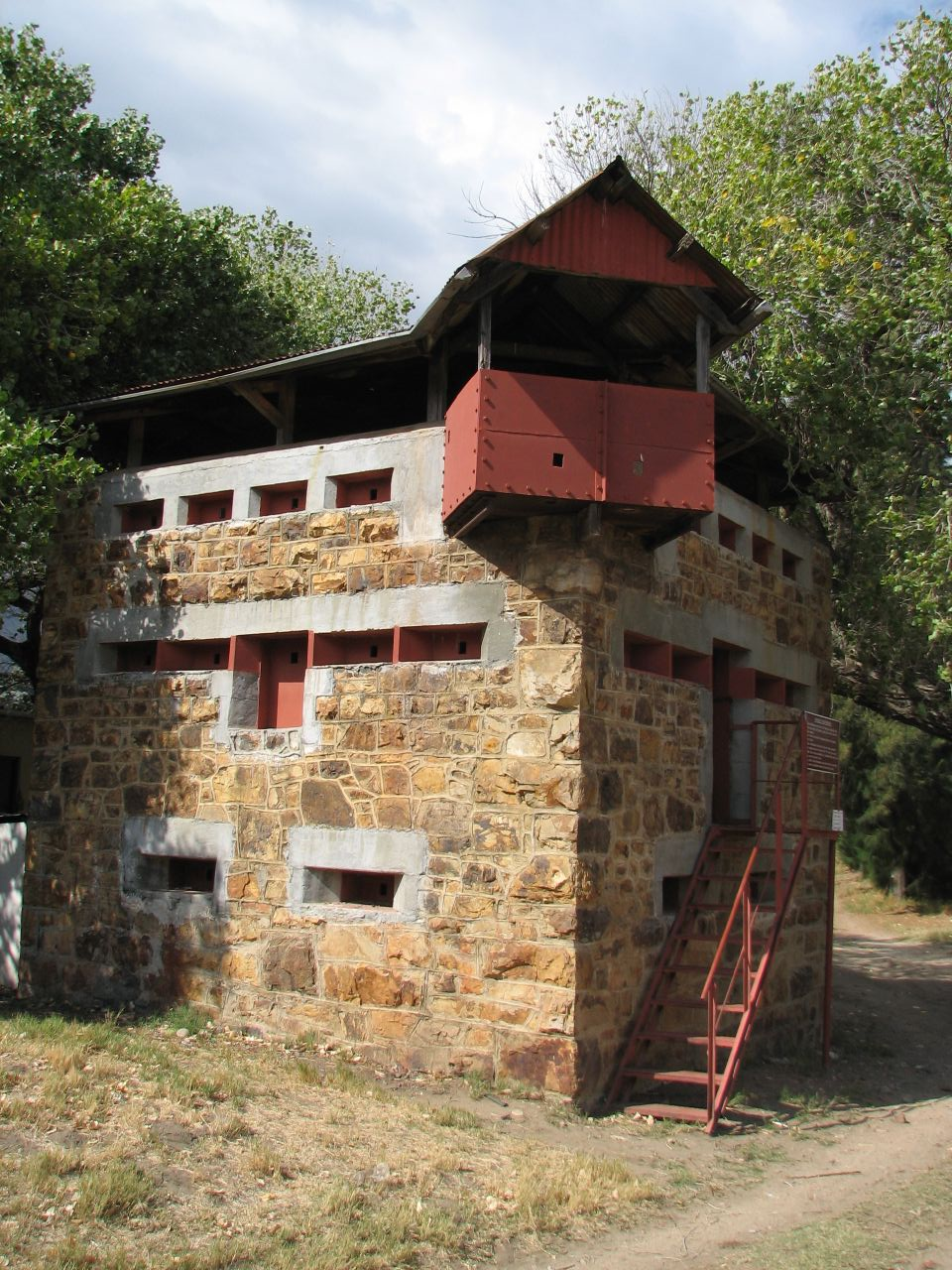
Jeden z zachowanych brytyjskich blokhauzów

Klęska pod Paardebergiem zrodziła wśród Burów defetyzm, zniechęcenie i niewiarę w zwycięstwo. Niektórzy uważali, że nie ma sensu przedłużać oporu. Coraz większe grupy opuszczały oddziały i udawały się do domów. Burowie nie podźwignęli się po kapitulacji w Paardebergu. Brytyjczycy kontynuowali ofensywę. 13 marca zajęli Bloemfontein. Posuwając się wzdłuż linii kolejowej w głąb Oranii, zajęli ją. 25 maja ogłoszono jej aneksję. Wyruszono wtedy na Transwal. 31 maja zajęto Johannesburg, 5 czerwca Pretorię, a ostatnie miasto – Komati Poort 25 września. Aneksję kraju ogłoszono 25 września 1900. Wtedy dowództwo nad siłami brytyjskim scedowano na Kitchenera, a prezydent Transwalu ewakuował się do Europy. Walki trwały jednak nadal, pod bronią pozostało jeszcze piętnaście tysięcy Burów, wśród których największą sławę zyskał De Wet. Burowie przeszli do walki partyzanckiej w małych oddziałach zwanych komandami (jednym z nich dowodził Polak Leo Pokrowsky). Partyzanci w swoich rajdach zapuszczali się daleko w głąb Kolonii Przylądkowej.

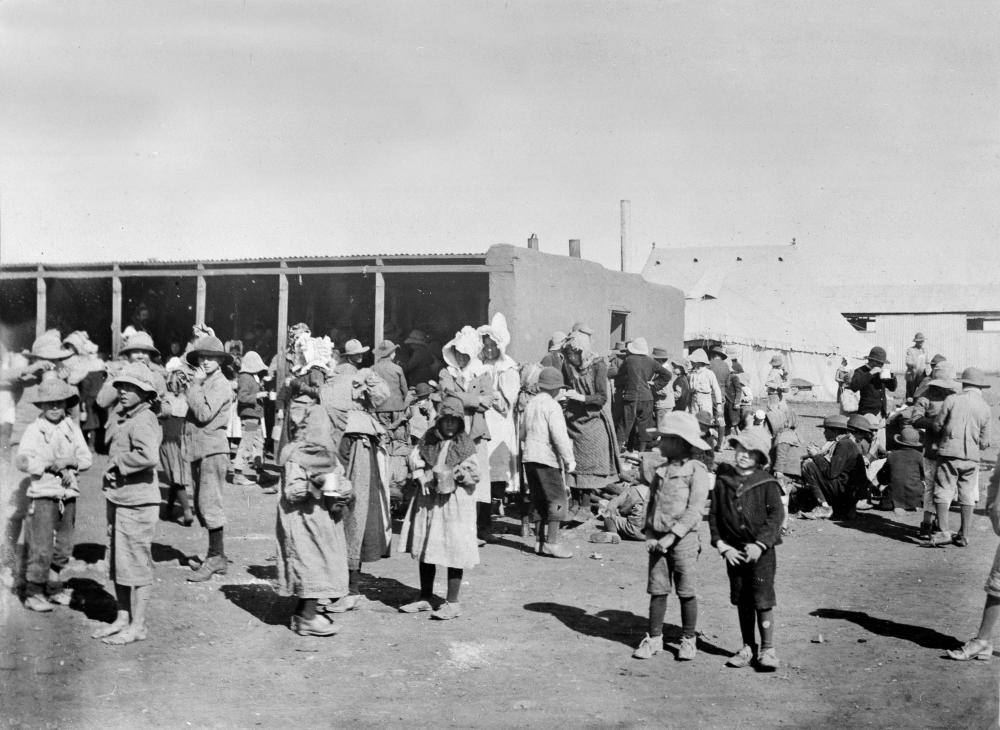
Burskie kobiety i dzieci w obozie koncentracyjnym

Duża samodzielność i ruchliwość komand popchnęła Brytyjczyków do drastycznych kroków. Zaczęto tworzyć obozy koncentracyjne, w których umieszczano burskich cywilów. W wyniku niedożywienia, złych warunków sanitarnych oraz chorób zmarło tam trzydzieści tysięcy kobiet i dzieci. Prowadzono także akcję palenia farm wspierających partyzantów. Burów schwytanych w brytyjskich mundurach rozstrzeliwano na miejscu. Teren obu republik przegrodzono drutem kolczastym i systemem licznych blokhauzów – ufortyfikowanych budynków wznoszonych w celu ochrony linii kolejowych i dróg zaopatrzeniowych przed atakami partyzantów. Represje te spowodowały, że wielu Burów powróciło do czynnej walki z Brytyjczykami.

### Podpisanie rozejmu
W 1902 r. wśród Burów zaczął narastać defetyzm. Po długich negocjacjach 31 maja podpisano pokój w Vereeniging. Pomimo militarnej przegranej Burowie dzięki odszkodowaniom szybko odbudowali farmy i gospodarkę. W 1906 r. Transwal i Orania zostały brytyjskimi koloniami, a w 1910 po powstaniu Związku Południowej Afryki zajęli najważniejsze miejsca w rządzie. Pierwszym premierem został Louis Botha. Tubylcom wyznaczono dwa rezerwaty Lesotho i Suazi. Wykorzystywano ich do prac w kopalniach złota, diamentów, węgla kamiennego, cyny, ołowiu, chromu i manganu, w które Związek obfitował.

### Ochotnicy w armii burskiej
Sympatia większości światowej opinii publicznej leżała po stronie Burów, co zaowocowało wstępowaniem do ich oddziałów licznych cudzoziemców. W sumie w burskich szeregach walczyło ponad 2000 przybyłych z zagranicy ochotników, głównie z terenu Holandii, Niemiec, Francji i Rosji. Wstępowali do nich również cudzoziemcy mieszkający na terenie burskich republik (przede wszystkim zatrudnieni w tamtejszym górnictwie; zob. Irish Transvaal Brigade).

### Wojna a Polacy
Polskiej opinii publicznej wojna na południu Afryki była dobrze znana. Po stronie Burów walczyli m.in. Witold Rylski, Dionizy Szukalski (ojciec Stanisława) i Leo Pokrowsky. W Warszawie jeden z nowo wybudowanych hoteli nazwano Pretoria, na cześć stolicy Transwalu. Na balach sylwestrowych w 1900 r. do najpopularniejszych przebrań na terenie Imperium Rosyjskiego należały mundury burskich generałów. Także wydanie polskiej powieści O życie i wolność, rozgrywającej się na tym teatrze działań wojennych, świadczy o popularności tematu w kręgach polskich.